# Ehrenfriedhof de Lübeck
L'Ehrenfriedhof (cimetière d'honneur en allemand) est un cimetière militaire de Lübeck en Allemagne qui s'étend sur une surface de cinq hectares. Il accueille 1 882 tombes de victimes militaires des deux dernières guerres mondiales.

## Histoire
C'est au début du mois de novembre 1914 que le sénat de la ville hanséatique de Lübeck décide de l'aménagement d'un cimetière militaire dessiné selon les plans de l'inspecteur des jardins Harry Maasz (de), au nord du vieux Burgtorfriedhof. Le cimetière prend la forme d'un jardin ovale. Il est agrandi en 1917, puis au cours de la guerre.
Pendant la Seconde Guerre mondiale, le cimetière est encore agrandi de nouveaux territoires, notamment un champ en forme de croix donnant sur la Travemüder Allee, et un autre de forme ovale de l'autre côté. Après le début des bombardements de Lübeck par l'aviation britannique (Royal Air Force Bomber Command), un troisième territoire en forme de croix est ouvert pour les victimes civiles (Opfer Palmarum, 1942). On y remarque depuis 1960 une statue, La Mère, œuvre du sculpteur rhénan Joseph Krautwald.

## Personnalités
- Curt von Morgen (1858-1928)
- Willy Rohr (1877-1930)
- Paul Burmeister (1898-1942) bénévole de la 1re guerre, disparu 1916, tué 1942

Tombes
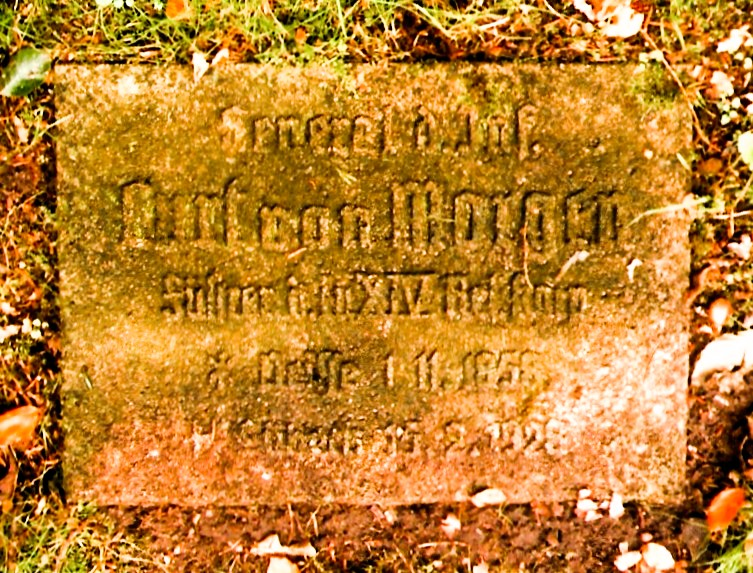
Curt von Morgen
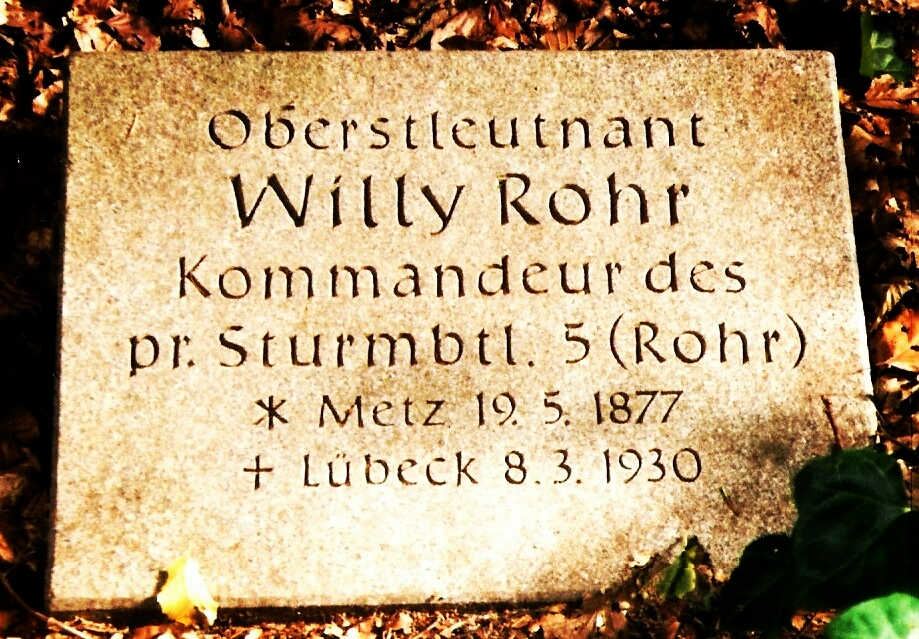
Willy Rohr
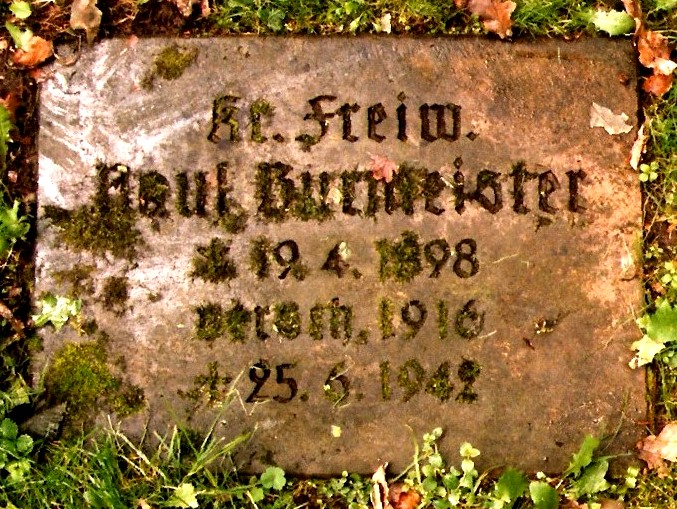
Paul Burmeister

## Illustrations
- Pierre mémoriale des anciens du lycée Sainte-Catherine de Lübeck tombés en 1914-1918 et en 1939-1945
- Tombes de soldats de la Seconde Guerre mondiale
- Sépultures des morts de l'autorité de construction de 1914-1918 et de Lübeck tombés en 1939-1945
- La Mère, Mémorial aux morts du bombardement de Lübeck à Palmarum 1942 (sculpteur : Joseph Krautwald (de))
- Mémorial en souvenir de Julius Leber (enterré à Berlin)
- Le Guerrier mort de Fritz Behn est un mémoire à beau-frère Hans Küstermann († 11. April 1915 in Vilcey-sur-Trey)

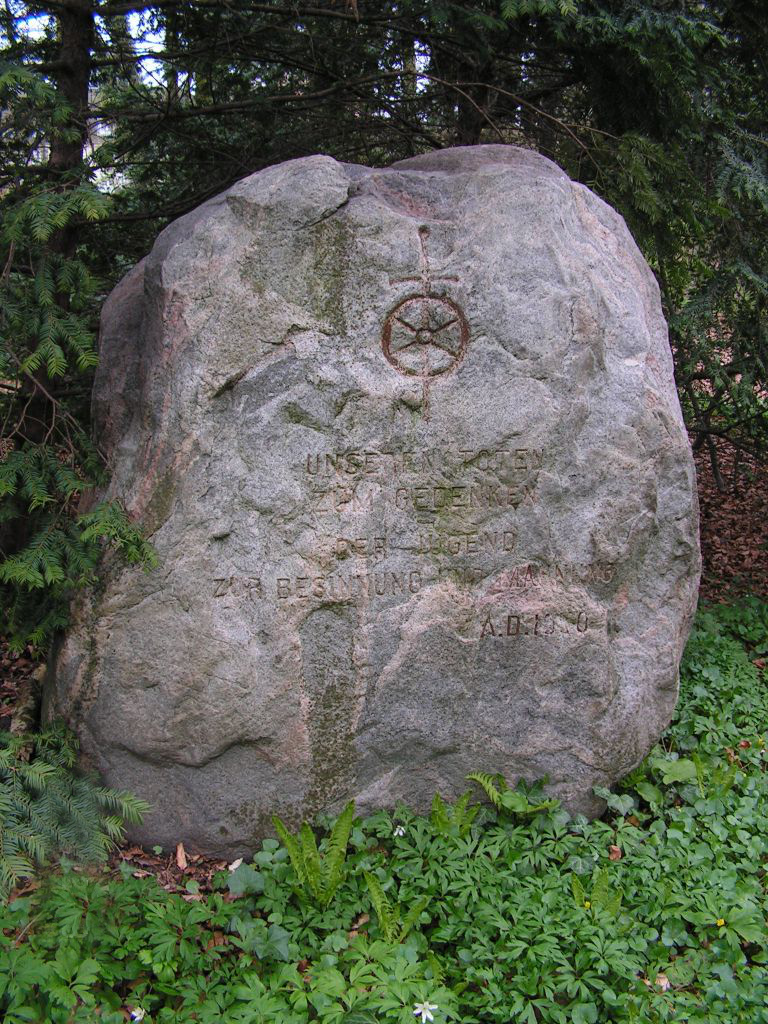
Katharineum
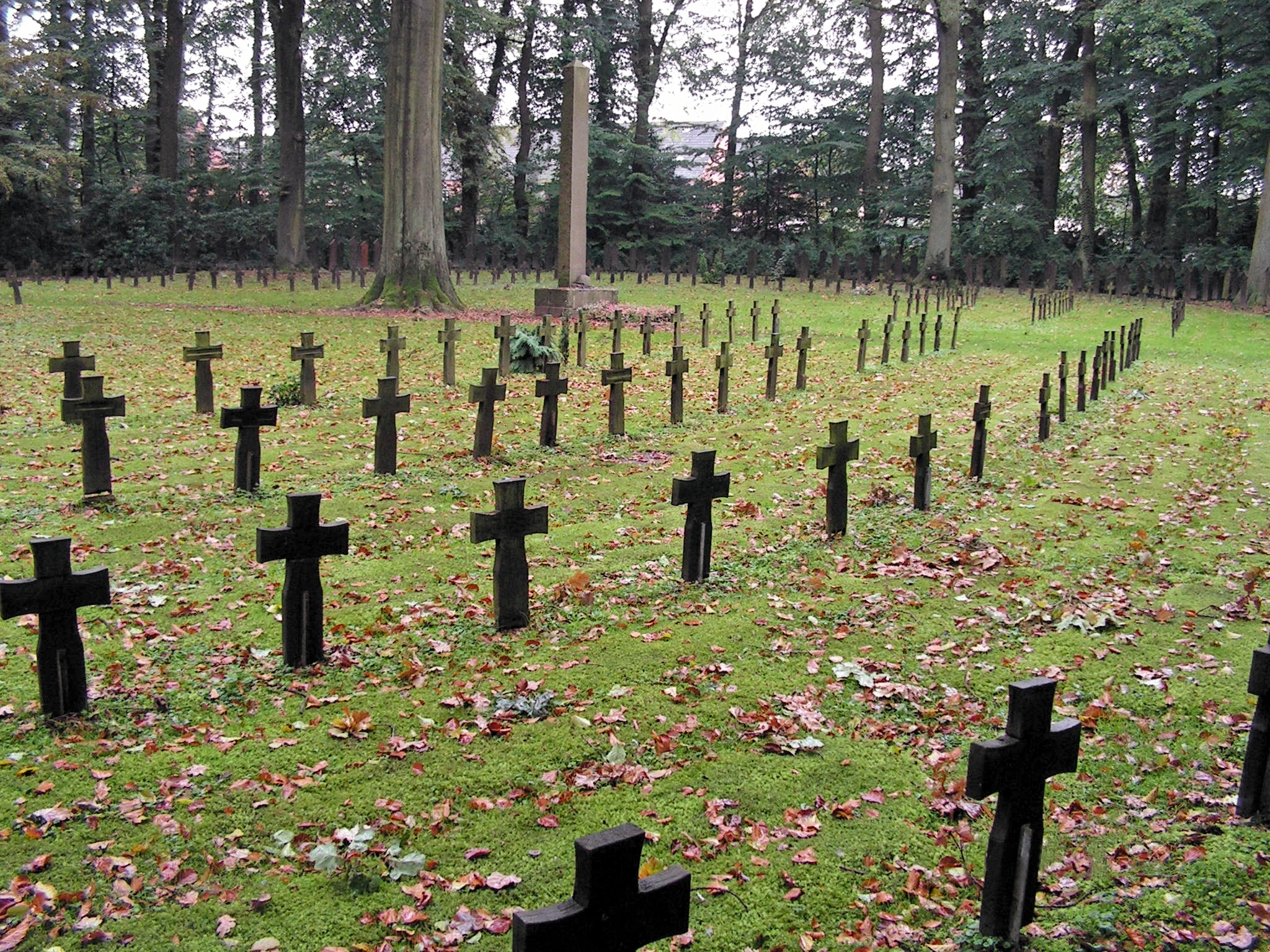
Cimetière
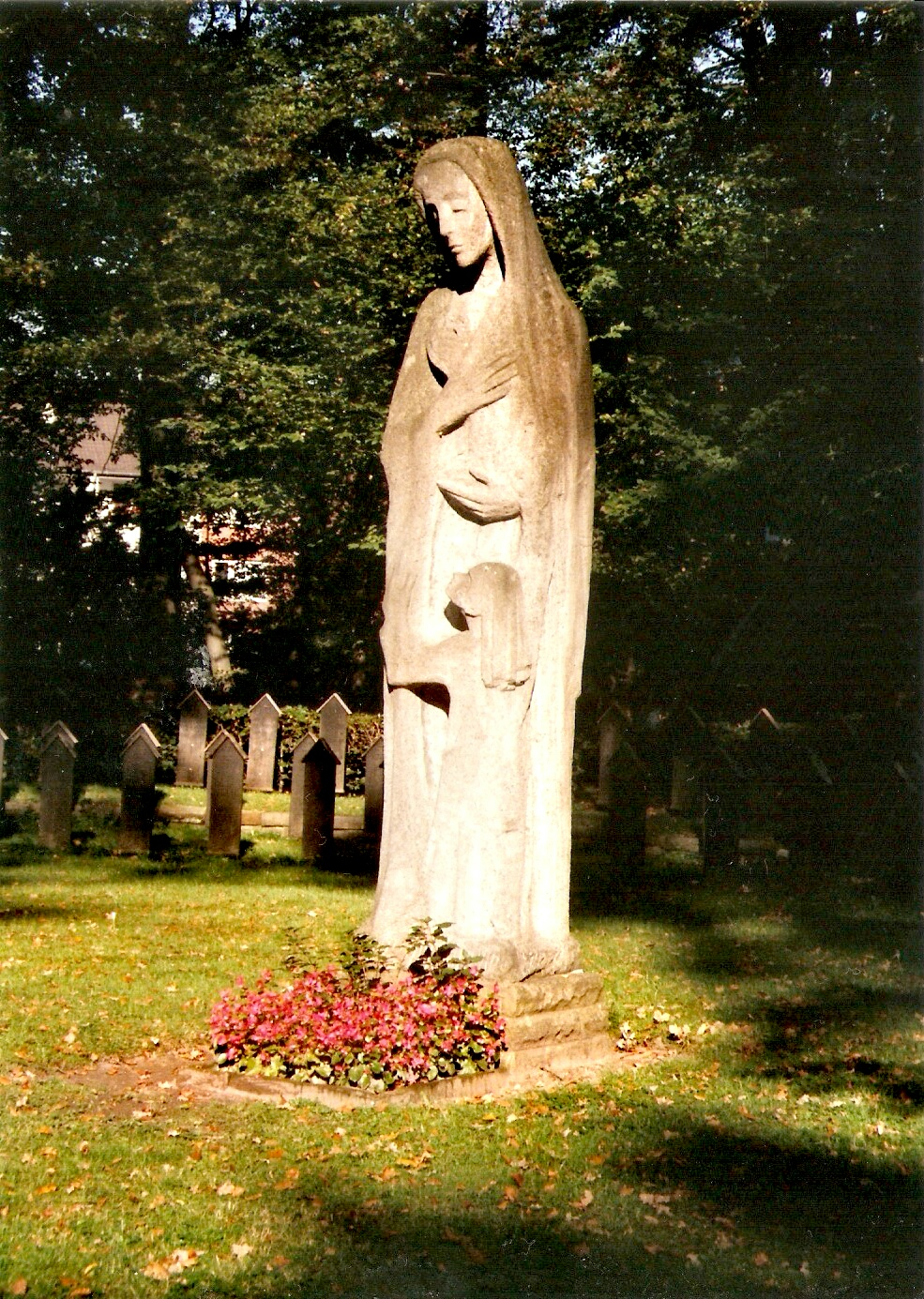
La Mère
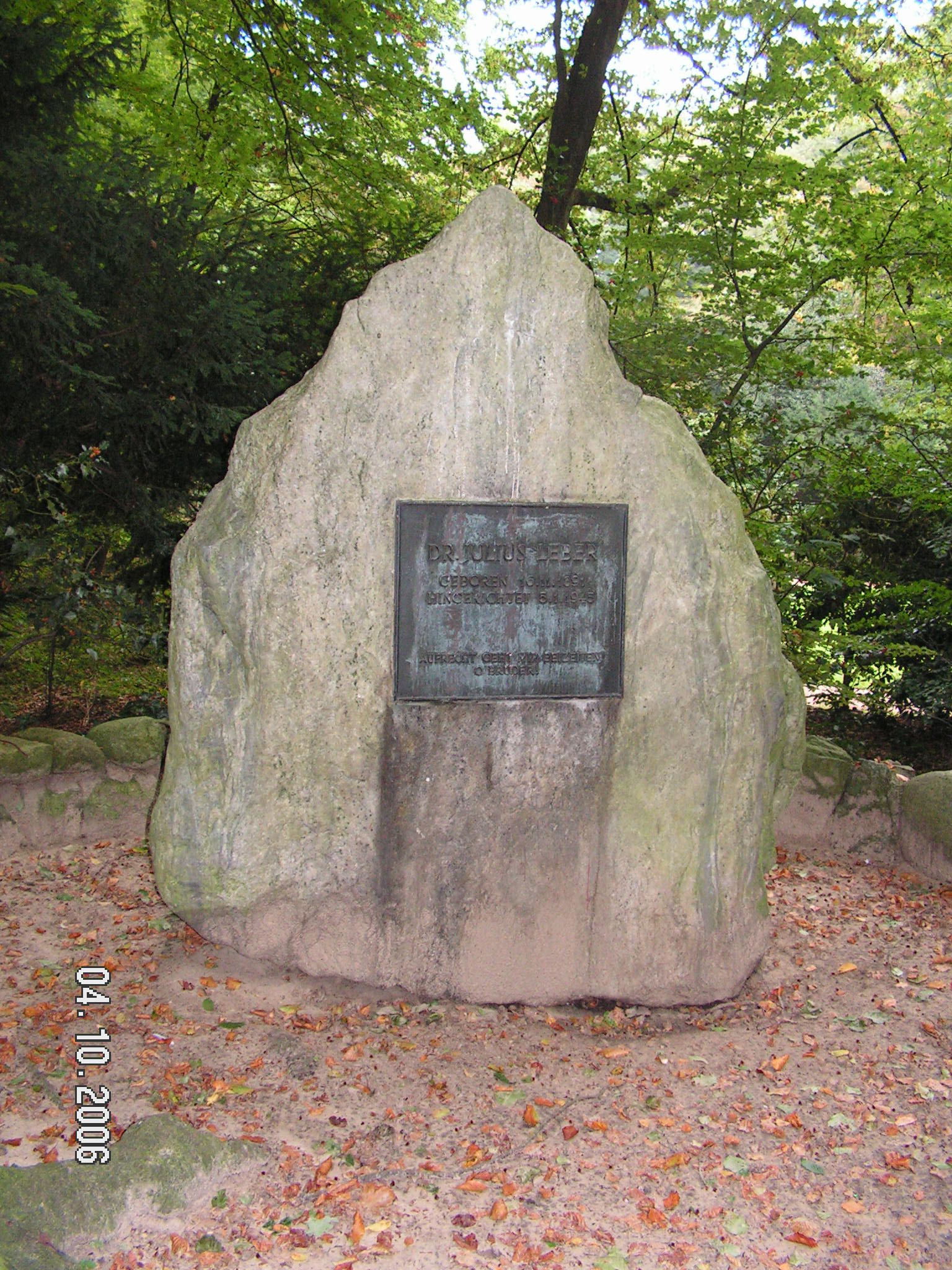
Julius Leber
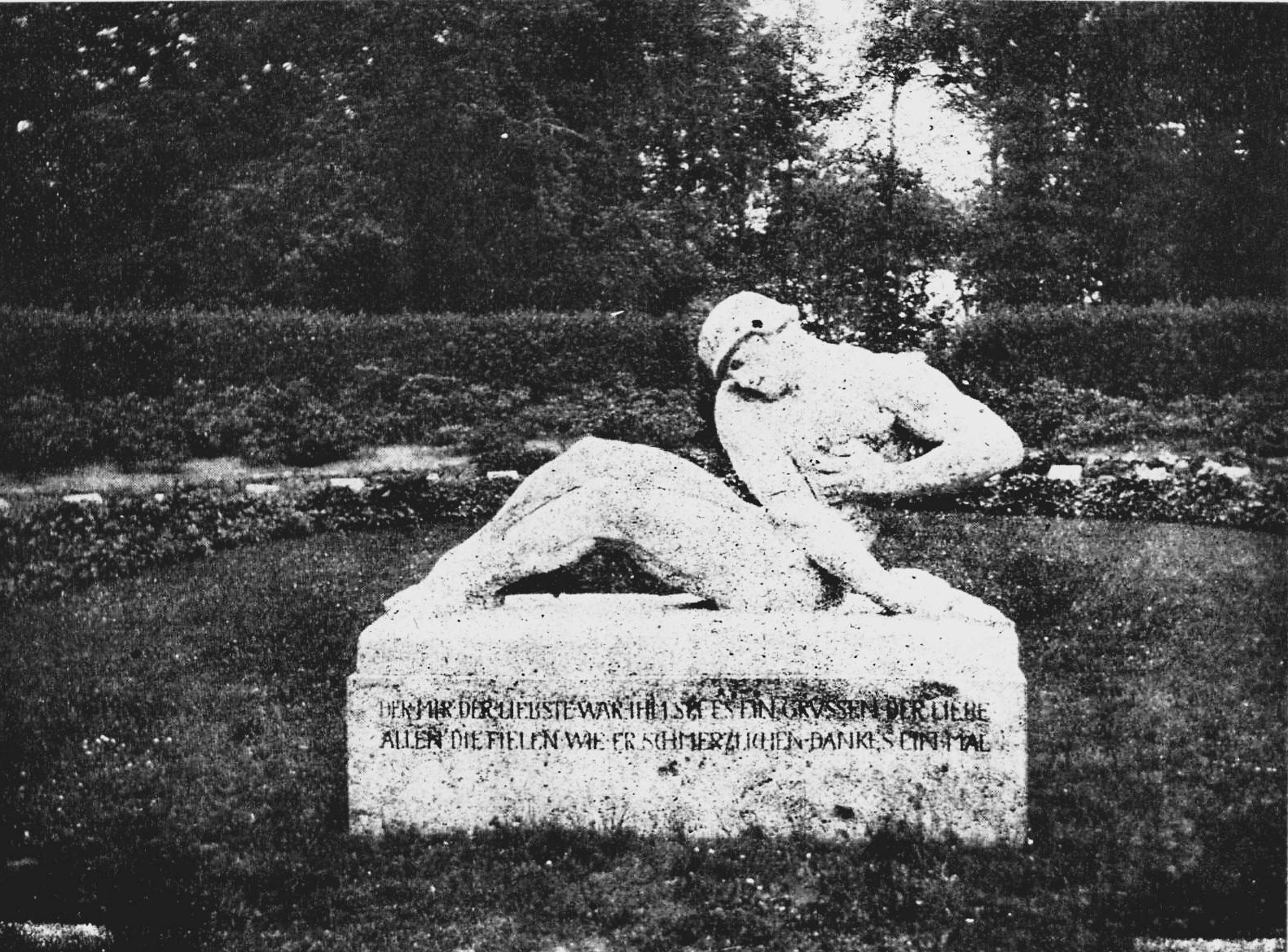
Le Guerrier mort

## Source
- (de) Cet article est partiellement ou en totalité issu de l’article de Wikipédia en allemand intitulé « Ehrenfriedhof (Lübeck) » (voir la liste des auteurs).